# Dionisio Bardaxí y Azara
Dionisio Bardaxi y Azara (né le 7 octobre 1760 à Puyarruego en Espagne et mort le 3 décembre 1826 à Rome) est un cardinal espagnol du XIXe siècle.

## Biographie
Bardaxi exerce des fonctions au sein de la Curie romaine, notamment auprès de la Rote romaine pour l'Aragon. Le pape Pie VII le crée cardinal lors du consistoire du 8 mars 1816. Il participe au conclave de 1823, lors duquel Léon XII est élu pape.

### Source
- Fiche du cardinal sur le site de la FIU